# Lago Zorkul'
Il lago Zorkul' (o Sir-i-kol) è uno specchio d'acqua dell'Asia centrale, situato nel Pamir meridionale, al confine con l'Hindu Kush.

## Geografia
Ricopre una superficie di 38,9 km² e si trova a 4130 m di altezza al confine tra Afghanistan e Tagikistan, estendendosi in direzione est-ovest per quasi 20 km. In questo punto, il confine tra i due stati attraversa il lago per poi piegare a sud in corrispondenza della sua estremità orientale: pertanto, le sue sponde meridionali appartengono all'Afghanistan e quelle settentrionali al Tagikistan.
Lo Zorkul', che sorge in un'ampia vallata di alta montagna priva di alberi e povera di vegetazione, è circondato da montagne molto alte, tra cui il Picco della Concordia (5469 m), la cui sommità si trova circa 15 km a sud del lago.
Il lago, nel quale si trovano diverse isole, è alimentato da numerosi piccoli ruscelli ed è drenato dal fiume Pamir, che scorre verso ovest. Il primo europeo a visitare il lago fu l'ufficiale navale britannico John Wood nel 1838, che lo battezzò Vittoria in onore della regina britannica.
Il lago viene classificato come Important Bird Area ai termini della Convenzione di Ramsar.